# Savína Yannátou
Savína Yannátou (grec moderne : Σαβίνα Γιαννάτου), née à Athènes, est une chanteuse grecque.
Savína Yannátou a étudié le chant au Conservatoire national à Athènes et à la Guildhall School of Music and Drama à Londres. Son répertoire est composé principalement de chansons des différents pays méditerranéens.

## Discographie
Avec Primavera en Salonico
- Άνοιξη στη Σαλονίκη: Σεφαραδίτικα λαϊκά τραγούδια / Spring in Salonika: Sephardic folk songs, 1995
- Τραγούδια της Μεσογείου / Mediterranea: Songs of the Mediterranean, Lyra, Sounds True Records, 1998
- Παναγιές του κόσμου / Virgin Maries of the World, 1999
- Terra Nostra, 2001
- Sumiglia, Edition of Contemporary Music, 2005
- Songs of an Other, Edition of Contemporary Music, 2008
- Songs of Thessaloniki, Edition of Contemporary Music, 2015

Avec Nikos Kypourgos
- Traditional Lullabies, 1998

Solo
- Ζει ο βασιλιάς Αλέξανδρος / Dreams of the Mermaid. Is king Alexander alive?, Lyra, 1986
- Πάω να πω στο σύννεφο / Savina Yannatou sings Manos Hadjidakis, Lyra, 2002

Avec Sofía Yannátou
- Rosas das Rosas, 2000

Avec Joana Sá
- Ways of notseeing, Clean Feed Records 2020